# マックン
マックン（1973年〈昭和48年〉3月26日 - ）は、日本のお笑いタレントであり、お笑いコンビパックンマックンのツッコミ担当。
群馬県富岡市出身。群馬県立吉井高等学校卒業。本名は吉田 眞（よしだ まこと）。相方は、パックンことパトリック・ハーラン。所属事務所はハブ・マーシー。

## 人物
弟子入りを志願した関根勤に、弟子を一切取らないという方針のため断られたことがある。
英会話教室のNOVAにて、9段階評価中の「日常会話レベル」のレベル4を習得。
アンジャッシュの渡部建に嫌われている。
2003年12月のラスベガス公演では、パックンと共に英語で漫才を披露し成功させる。
2009年、「富岡ふるさと大使」（群馬県富岡市）に就任。2012年、「ぐんま観光特使」（群馬県）に就任。

## 出演

### バラエティ
- ものスタMOVE → ものスタ（2011年2月28日 - 、テレビ東京） - レギュラーMC
- なないろ日和!（テレビ東京）-レギュラー
- うたなび!（2008年4月 - 2019年3月、日音制作、TOKYO MX・BS12 トゥエルビ ほか） - レギュラーMC
- 7スタBratch!（2010年10月4日 - 2011年2月25日、テレビ東京） - ナレーター兼金曜日レギュラー
- 照英・児島玲子の最強!釣りバカ対決!!（BS日テレ）
- 水曜日のダウンタウン（2021年9月22日、TBSテレビ）

### テレビドラマ
- 大好き!五つ子Go³!!・2008・最終シリーズ（2008年、TBSテレビ） - 中畑先生 役
- 龍馬伝（2010年、NHK大河ドラマ） - 岩崎弥太郎の通訳 役
- サウナーマン〜汗か涙かわからない〜（2019年　朝日放送テレビ） - 前山 役

### 劇場アニメ
- 名探偵コナン 異次元の狙撃手（2014年、東宝） - 刑事 役[2]

### 映画
- 燃えよ！失敗女子　(2019年　監督　: 仁同正明　脚本　: 岩崎う大)
- 銃2020 （2020年　監督　: 武正晴）

### ラジオ
- 烏丸アナ小路上ル （KBS京都ラジオ） - コーナー出演
- 大沢悠里のにっぽん元気カンパニー（2005年10月 - 2008年3月、TBSラジオ系列）
- くにまるジャパン極　(文化放送)
- ロンドンブーツ1号2号　田村淳のNews CLUB（文化放送）

### CM
- 電気事業連合会 ラジオCM

### Vシネマ
- GOKU・OH 極王　(2019)